# Xocoapancingo
Xocoapancingo är en ort i Mexiko.   Den ligger i kommunen Zapotitlán Tablas och delstaten Guerrero, i den sydöstra delen av landet, 230 km söder om huvudstaden Mexico City. Xocoapancingo ligger 1 927 meter över havet och antalet invånare är 253.
Terrängen runt Xocoapancingo är huvudsakligen kuperad, men åt sydväst är den bergig. Runt Xocoapancingo är det ganska glesbefolkat, med 43 invånare per kvadratkilometer. Närmaste större samhälle är Escalerilla Lagunas, 2,1 km nordost om Xocoapancingo. I omgivningarna runt Xocoapancingo växer huvudsakligen savannskog.